# オフィスBAN
オフィスBAN（おふぃすばん）はブライダルや結婚式の司会業、及びナレーターやアナウンサーをマネジメントとするタレント事務所。

## 所属タレント

### 男性
- 大伴英嗣（デスク）[2]
- 塩山雄基
- 島敏
- 坂下和也

### 女性
- 中村三佳
- 中村朋美
- 北庄司可奈
- 市原千恵
- 津田美穂子
- 和田佳薫
- 高浜美佳
- 阪下明子
- 宇野加世子
- 太田真里
- 松本いずみ
- 横山栄子
- 天川るみ
- 田原奈津美
- 川越恵美
- 牧瀬芙美香
- 橋本真由美
- 宮崎五月
- 上田あゆみ
- 野村佳那
- 花山教子
- 中西愛
- もとむらみちこ

### 過去
- 津田英治（在籍中に死去）